# Année séculaire
Dans le calendrier grégorien, une année séculaire est une année qui possède un millésime s'achevant par deux zéros, par exemple 1800 ou 1900. Selon les règles actuelles concernant le calendrier, une année séculaire doit clore le siècle. Par exemple, le XXe siècle s'est achevé le 31 décembre 2000. La plupart du temps, l'année séculaire est commune, mais tous les 400 ans elle est bissextile. La règle veut que seules les années séculaires qui sont divisibles par 400 soient bissextiles. Par exemple, l'an 2000 est une année séculaire et bissextile car elle est divisible par 400. La prochaine sera l'année 2400.
On appelle année séculaire une année dont le millésime se termine par deux zéros (00), spécialement dans le calendrier julien et le calendrier grégorien. 
Un ancien usage[Quand ?] voulait que les années séculaires (1700, 1800) inaugurassent les siècles: 
ainsi le 1er janvier 1800 aurait ouvert le XIXe siècle. Faute d'année "0" pour les chronologistes, le premier siècle n'eut compté que 99 ans. 
La convention actuelle[Quand ?] est qu’une année séculaire clôt le siècle : ainsi le XXe siècle s’est terminé le 31 décembre 2000.
Paul Couderc relève que ces considérations « n’ont pas empêché la presse française, unanime, de consacrer sa première page, le 1er janvier 1950, à l’avènement du second demi-siècle et au bilan du demi-siècle déjà écoulé. Naturellement la presse fut muette lors du véritable milieu du XXe siècle, le 1er janvier 1951.»
Contrairement au calendrier julien, le calendrier grégorien comporte des règles spéciales pour ces années séculaires pour la répartition entre années communes (de 365 jours) et années bissextiles (de 366 jours).

## Source
« Siècles », page 48 in Paul Couderc, Le Calendrier, Paris, Presses universitaires de France, coll. « Que sais-je ? » (no 203), 1993, 8e éd. (1re éd. 1946), 125 p. (ISBN 978-2-13-039959-9, OCLC 860546639).